# La Fille de madame Angot
Pour le film, voir La Fille de madame Angot (film).
Versions successives
- 1878 : salle Ventadour pour un gala de bienfaisance
- Entre en 1918 au répertoire de l'Opéra-Comique

Personnages
- Clairette Angot
- Ange Pitou
- Mlle Lange
- Pomponnet

Airs
- La Chanson politique (Clairette)
- Les Soldats d'Augereau (Mlle Lange)
- Elle est tellement innocente (Pomponnet)

La Fille de madame Angot est un opéra-comique en trois actes de Charles Lecocq, livret de Clairville, Paul Siraudin et Victor Koning, créé le 4 décembre 1872 au théâtre des Fantaisies-Parisiennes de Bruxelles , puis le 21 février 1873 à Paris aux Folies-Dramatiques .
L'action se situe à Paris sous le Directoire et est inspirée du personnage traditionnel de « madame Angot ». Deux personnages de l'intrigue ont une existence historique : Ange Pitou et Mademoiselle Lange.

## Argument

### Acte I

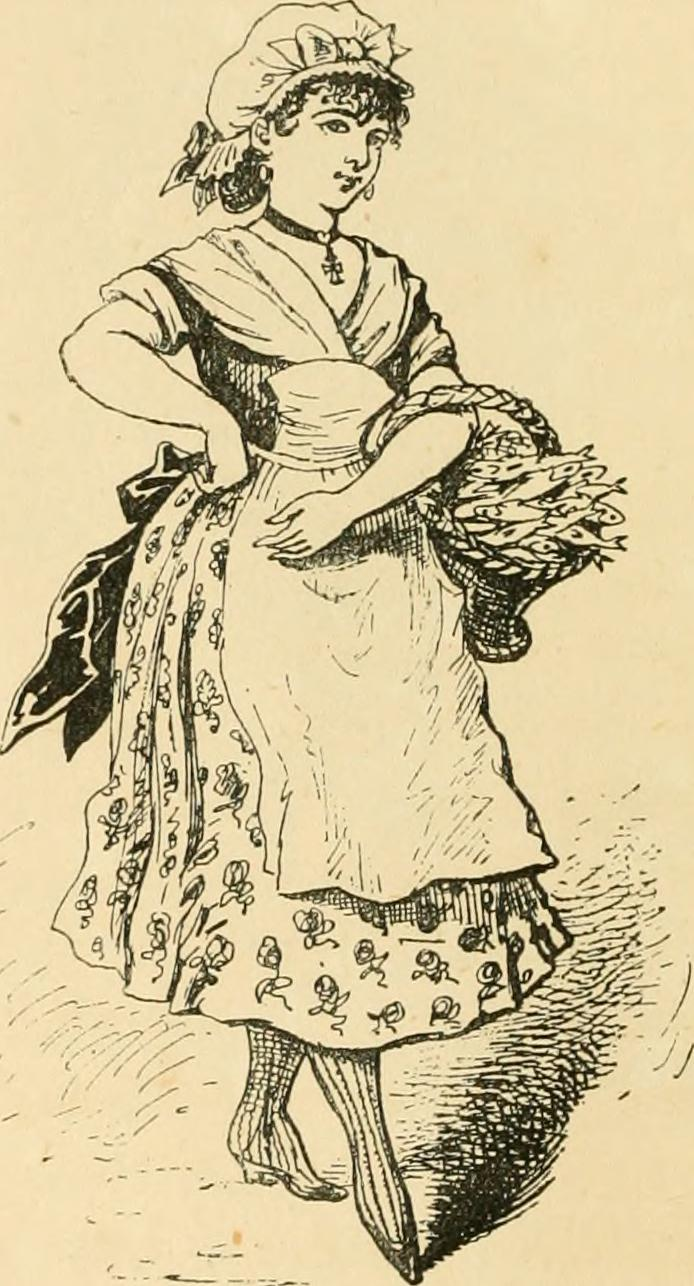
Clairette Angot, munie de son panier rempli de sprats (1879).

Clairette, fille de la célèbre Mme Angot et élevée par les Forts et les Dames de la Halle, doit se marier avec Pomponnet, le perruquier qui est amoureux d’elle. Mais Clairette n’est pas insensible au charme d’Ange Pitou, un chansonnier qui a l’habitude d’aller en prison pour les chansons qu’il écrit. Elle vient le rejoindre en cachette et essaie de trouver un moyen pour que le mariage n’ait pas lieu. Arrivent le financier Larivaudière et le policier Louchard. Ces derniers voudraient s’opposer à la divulgation par Ange Pitou de la liaison de Larivaudière avec Mademoiselle Lange, elle-même favorite officielle du Directeur Barras. Larivaudière arrive à monnayer une substitution de nom auprès de Pitou, tout heureux de pouvoir épouser Clairette, maintenant qu’il est riche. Mais les gens de la Halle ne l’entendent pas ainsi : ils veulent écouter la chanson qu'il a écrite sur Barras et Mlle Lange. Clairette, sachant que si elle la chante, elle ira en prison et donc ne se mariera pas avec Pomponnet, entonne le refrain célèbre :
Barras est roi, Lange est sa reine

C’n’était pas la peine (bis)

Non pas la peine, assurément

De changer de gouvernement !
Pomponnet, qui ne veut pas que sa future aille en prison, tente de faire croire qu’il est l’auteur de ladite chanson mais Clairette est arrêtée et  conduite en prison, comme elle le voulait.

### Acte II
Dans le salon de Mlle Lange, Larivaudière raconte l'incident à un auditoire de Merveilleuses. Mlle Lange congédie tout le monde car elle a organisé une réunion secrète de conspiration contre le Régime. En attendant, elle décide d'entendre son perruquier (Pomponnet) venu plaider l'innocence de sa future. Clairette et Ange Pitou sont venus également la voir. Mlle Lange reconnaît une camarade d'enfance en Clairette. Ange Pitou et Mlle Lange comprennent rapidement, quant à eux, qu'ils sont attirés l'un par l'autre. Leur duo est interrompu par Larivaudière et Louchard qui veulent arrêter le véritable auteur de la chanson, mais c'est Pomponnet qui entre avec le texte et qui est arrêté.
Les conspirateurs arrivent, mais la demeure est vite cernée par les soldats du général Augereau. Mlle Lange, avertie de leur arrivée par Clairette, pour donner le change aux soldats improvise un simulacre de bal de noces où les deux futurs sont Clairette et Ange Pitou, très heureux de jouer ce rôle.

### Acte III
Dans le jardin d'une guinguette de Belleville, Clairette déguisée en poissarde, va ouvrir les yeux à Larivaudière et Pomponnet en tendant un piège à Mlle Lange et à Ange Pitou, car elle a compris qu'ils la trompaient ; leur écrivant à tous les deux une lettre et se faisant passer pour l'un auprès de l'autre, elle parvient à les faire venir tous deux à la nuit tombée pour un rendez-vous galant à Belleville. Mais, une fois les deux amoureux surpris au grand jour par tous les gens de la Halle ainsi que Larivaudière et Pomponnet, Clairette commence par se disputer avec Mlle Lange, conspue Ange Pitou mais se réconcilie et accepte finalement la main de Pomponnet ; quant à  Ange Pitou, il se résigne à attendre, persuadé que Clairette ne sera pas plus vertueuse que sa légendaire mère !

## Distribution de la création

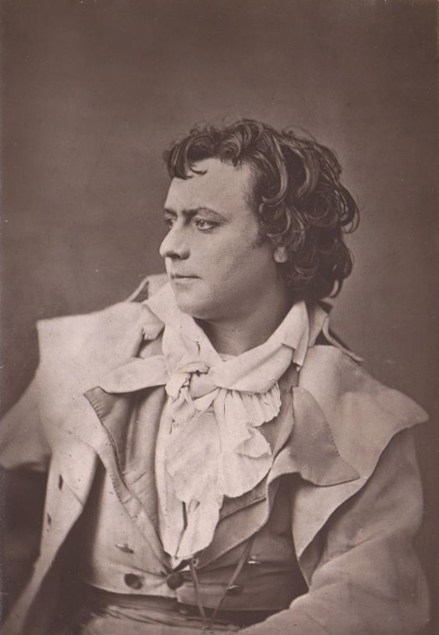
Mario Widmer (Ange Pitou) dans La Fille de madame Angot (1874).

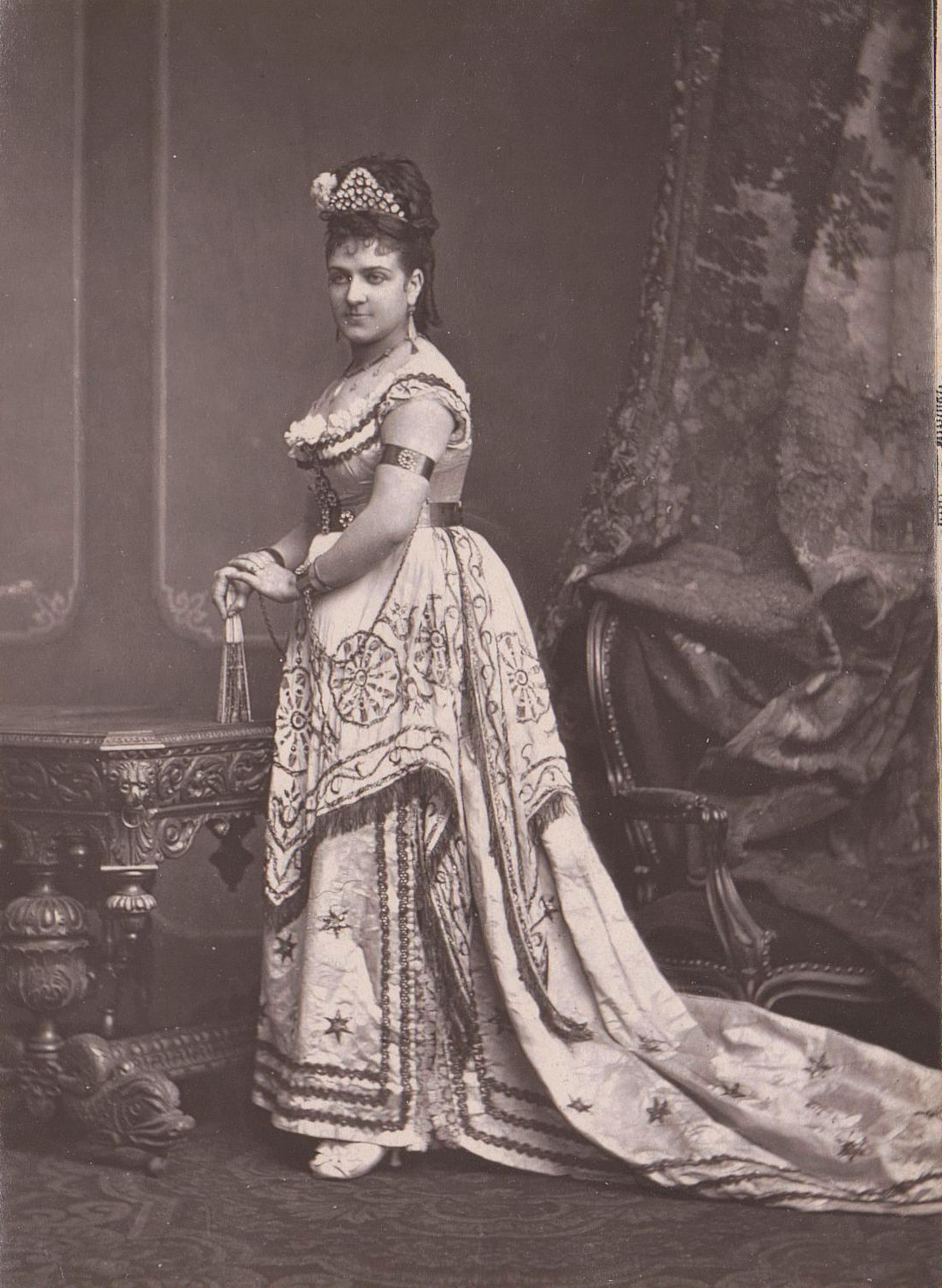
Mademoiselle Raphaël dans La Fille de madame Angot (1875).

| Rôles                            | Fantaisies-Parisiennes, Bruxelles | Folies-Dramatiques, Paris |
| -------------------------------- | --------------------------------- | ------------------------- |
| Ange Pitou                       | Mario Widmer                      | Mendasti                  |
| Pomponnet, coiffeur              | Jolly                             | Philippe Dupin            |
| Larivaudière, banquier           | Charlier/Chambéry                 | Luco                      |
| Trénitz, « incroyable »          | Touzé                             | Haymé                     |
| Louchard, agent de police        | Ernotte                           | Legrain                   |
| Cadet, fort de la Halle          | Noé                               | Vavasseur                 |
| Guillaume, fort de la Halle      | Ometz                             | Jeault                    |
| Buteux, fort de la Halle         | Durieu                            | Heuzey                    |
|                                  |                                   |                           |
| Clairette Angot, orpheline       | Pauline Luigini                   | Paola Marié               |
| Mlle Lange                       | Marie Desclauzas                  | Marie Desclauzas          |
| Amarante, dame de la Halle       | Delorme                           | Toudouze                  |
| Javotte, dame de la Halle        | Bourgeois                         | Julien                    |
| Thérèse, dame de la Halle        | Soras                             | Minne                     |
| Babet, domestique de Clairette   | Pauline                           | Alieri                    |
| Mme Herbelin, « merveilleuse »   | Carben                            | Marie Dordan              |
| Mlle Ducoudray, « merveilleuse » | Malleville                        | Daubigny                  |
| Cydalise, « merveilleuse »       | Savigny                           | Fleury                    |
| Hersilie, « merveilleuse »       | Camille                           | Duvernay                  |

## Accueil

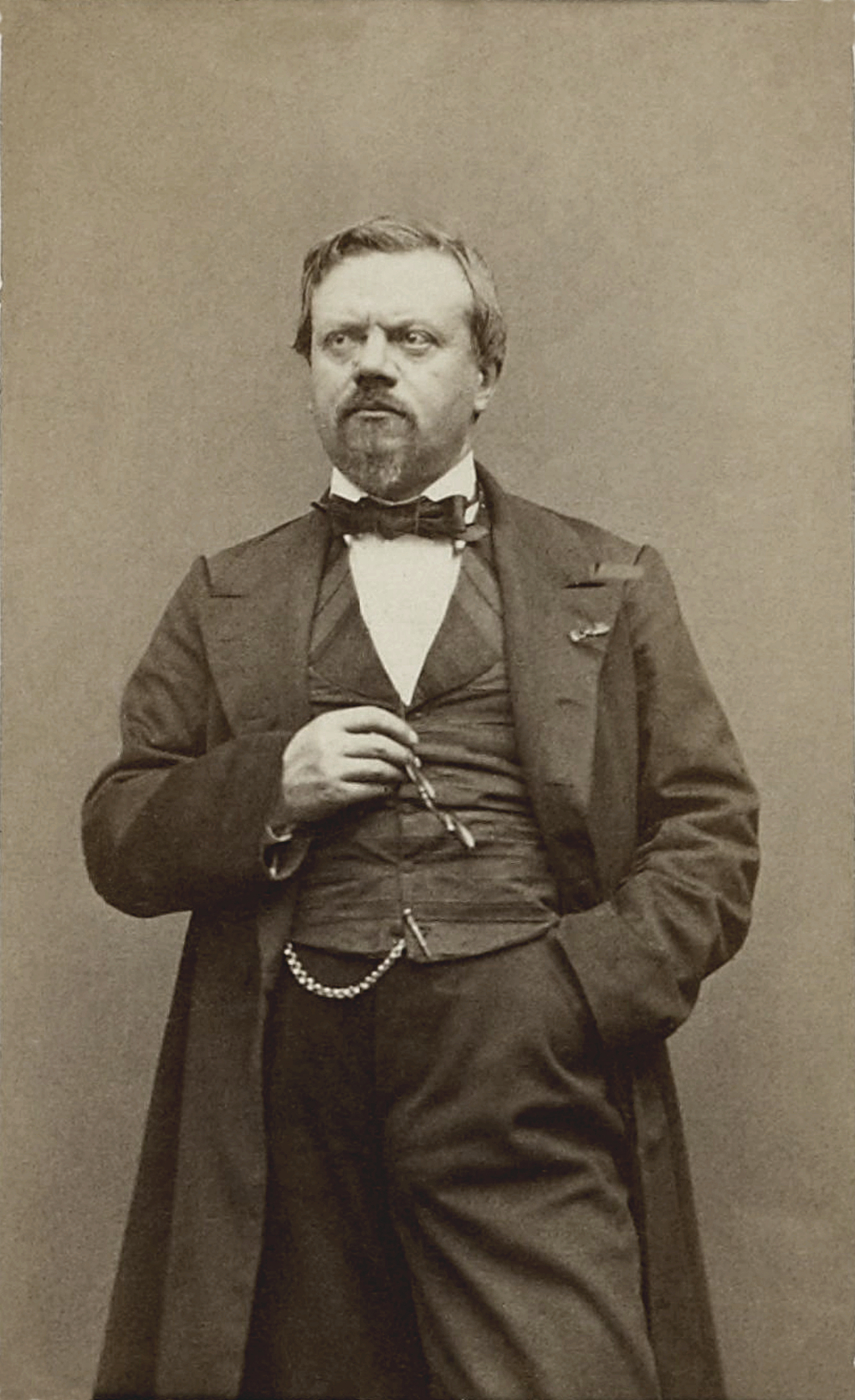
Clairville en 1865, cliché d'Étienne Carjat.

Le directeur du théâtre des Fantaisies-Parisiennes de Bruxelles, Humbert, voulait une nouvelle opérette inédite et donna l'idée d'une intrigue sous le Directoire, mêlant personnages historiques et fictifs.
L'opéra est présenté pour la première fois aux Fantaisies-Parisiennes (dit également Alcazar royal) à Bruxelles, le 4 décembre 1872.
Dès le début, cet opéra-comique fut un triomphe puisqu'il resta 411 représentations consécutives à l'affiche des Folies-Dramatiques à Paris, et fut tout de suite exploité dans plus de 103 villes de France puis du monde entier.

### Critiques
Le critique Kurt Gänzl écrit qu'avec Les Cloches de Corneville de Robert Planquette, La Fille de madame Angot est « le produit le plus réussi de la scène musicale de langue française » au cours des trois dernières décennies du XIXe siècle. Il ajoute : « Même des pièces comme HMS Pinafore et Die Fledermaus, largement couronnées de succès... n'ont pas eu la carrière internationale énorme de l'opérette de Lecocq ».
Un critique du journal La Comédie écrit de la production originale de Bruxelles : « Cela faisait longtemps que nous n'avions pas vu au théâtre une meilleure pièce, intéressante, parfaitement correcte et croustillante ».  Le correspondant à Paris du The Daily Telegraph formule également des observations sur le bien-fondé de la pièce, et a fait remarquer que son énorme succès était « l'hommage le plus éloquent qu'il était possible à la beauté intrinsèque de la musique ». Le Figaro rapporte les « bravos frénétiques » (particulièrement après « C'n'était pas la peine d'changer d'gouvernement ! ») et les nombreux rappels, après un éloge de la musique : « une succession de chansons mémorables, animées... dont l'effet est certain sur l'oreille paresseuse d'un public français ». Le critique a jugé que la pièce de Lecocq approchait mais tombait rarement dans la vulgarité, et contenait des contrastes forts pour adapter les personnages et les situations. Il émet néanmoins des réserves au sujet des chanteurs, masculins en particulier, en ne partageant pas tout à fait l'enthousiasme du public pour les deux grandes dames, même s'il reconnaît à l'une beaucoup d'accent et à l'autre, beaucoup de verve. Ce soir-là, un rideau a flambé au milieu du bal.
À Vienne, Eduard Hanslick fait l' éloge de la fraîcheur de la musique et félicite le compositeur d'avoir fait un livret exceptionnel. Il considère Lecocq inférieur à Offenbach en invention et originalité mais supérieure dans la technique musicale. Le Monde musical salue le « tableau et le style » de l'œuvre, mais pense que le résultat du style musical est moins élevé que dans Fleur de thé et Les Cent Vierges. L'Athénée prend un point de vue différent sur ce dernier aspect, considérant cette pièce comme relevant de la vraie tradition de l'opéra comique français, telle qu'elle est pratiquée par Boieldieu, Hérold, Auber et Adam, plutôt que la façon moins raffinée propre à Hervé et Offenbach.

## Adaptations et reprises

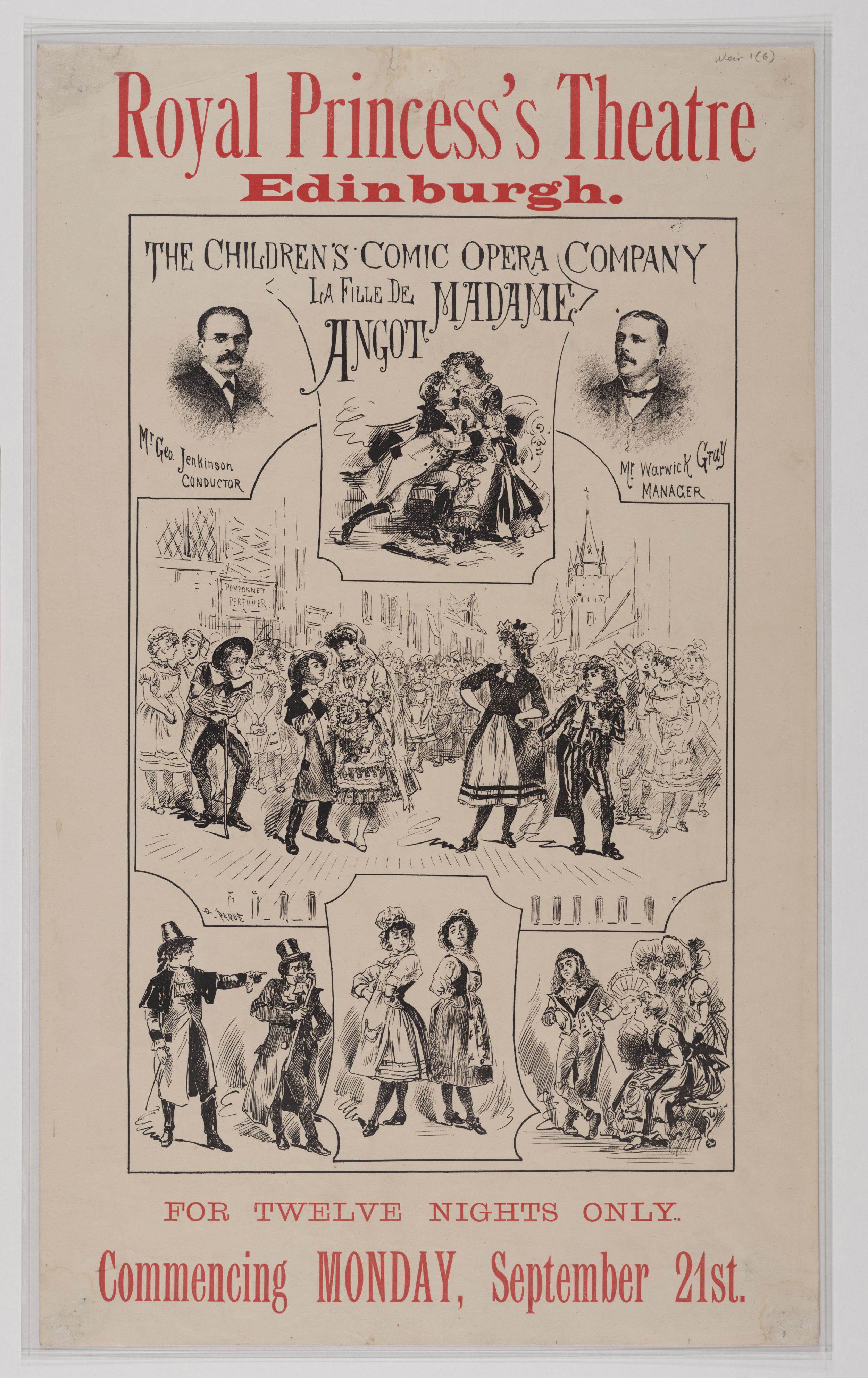
La Fille de madame Angot donné au Royal Princess' Theatre d'Édimbourg (Écosse), le 21 septembre 1885.

Cinquante ans après la première de La Fille de madame Angot, la pièce est relancée sans cesse à Paris. Parmi les productions les plus médiatisées, celles au théâtre de l'Athénée (1888), au théâtre des Variétés (1889) et au théâtre de la Gaîté (1898). L'œuvre est finalement entrée dans le répertoire de l'Opéra-Comique de la saison 1918-1919, où elle est restée jusqu'après la Seconde Guerre mondiale. Une nouvelle production en 1984 est montée à Paris au théâtre du Châtelet dans une mise en scène de Jean-Claude Brialy.
L'œuvre continue être donnée dans les banlieues et régions françaises, telles les représentations proposées à l'Odéon de Marseille en octobre 2018.
L'opéra revient à Paris, au théâtre des Champs-Elysées, le 30 juin 2021 pour une représentation en version-concert dans le cadre du 9e Festival Palazzetto Bru Zane Paris. Veronique Gens est Mlle Lange et Anne-Catherine Gillet, Clairette Angot, et donne lieu à un DVD du label Bru Zane.
L'Opéra Comique le reprend à son tour pour cinq représentations en septembre et octobre 2023, dans une mise en scène de Richard Brunel et sous la direction musicale de Hervé Niquet.

### Versions étrangères
Le titre de la version allemande est : Mamsell Angot, die Tochter der Halle.
Des traductions de l'œuvre sont parues et dès 1873, la pièce est jouée à l'étranger. L'œuvre est d'abord traduite en anglais, en allemand puis en russe, en espagnol, en italien, en portugais, en suédois, en turc, en polonais, en danois ou en tchèque pour des productions dans ces pays.

### Anecdotes
Dans ses mémoires : Mes prisons, Paul Verlaine témoigne d'une de ses premières nuits en prison, après avoir tiré sur Arthur Rimbaud, avec un ivrogne qui l’empêcha de dormir en chantant continuellement des airs de cet opéra.

## Discographie
- Lyne Cumia (Melle Lange), Claudine Collart (Clairette Angot), Henri Legay (Ange Pitou), Robert Lilty (Pomponnet), Mathilde Casadesus (Amaranthe), Jacques Charon (Trénitz), orchestre et chœurs sous la direction de Jésus Etcheverry - Philips LP P 77.113 L, 1957 (rééd. Philips Classics CD 442 239-2, 1995)
- Christiane Stutzmann (Melle Lange), Mady Mesplé (Clairette Angot), Bernard Sinclair (Ange Pitou), Charles Burles (Pomponnet), Denise Benoit (Amaranthe), Jacques Loreau (Trénitz), Orchestre du Théâtre national de l'Opéra-Comique, Chœurs du Théatre national de l'Opéra, Jean Doussard (dir.) - EMI Pathé  2xLP 2C 161-12500/1, 1973 (rééd. EMI Classics 2xCD 7243 5 74082 2 6, 2001)
- Anne-Catherine Gillet (Clairette), Véronique Gens (Mademoiselle Gens), Mathias Vidal (Ange-Pitou), orchestre de chambre de Paris dirigé par Sébastien Rouland (2021): ne comprend pas la musique de ballet.